# Districte de Marsella
El Districte de Marsella és un dels 4 districtes del departament de les Boques del Roine, a la regió de Provença-Alps-Costa Blava. Té 30 cantons, 21 municipis i el cap és la prefectura de Marsella.

## Cantons
- cantó d'Alaug
- cantó d'Aubanha Est
- cantó d'Aubanha Oest
- cantó de La Ciutat
- cantó de Marsella La Bèla de Mai
- cantó de Marsella Belsunce
- cantó de Marsella La Blancarda
- cantó de Marsella Lo Camàs
- cantó de Marsella La Capeleta
- cantó de Marsella Lei Cinc Avengudas
- cantó de Marsella Lei Grands Carmes
- cantó de Marsella Masargas
- cantó de Marsella Montolivet
- cantó de Marsella Nòstra Dama dau Mònt
- cantó de Marsella Nòstra Dama Limit
- cantó de Marsella Leis Olivas
- cantó de Marsella La Poncha Roja
- cantó de Marsella La Poma
- cantó de Marsella La Ròsa
- cantó de Marsella Sant Bartomieu
- cantó de Marsella Santa Margalida
- cantó de Marsella Sant Giniés
- cantó de Marsella Sant Just
- cantó de Marsella Sant Lambert
- cantó de Marsella Sant Macèu
- cantó de Marsella Sant Mauron
- cantó de Marsella Lei Tres Lutz
- cantó de Marsella Vauban
- cantó de Marsella Verduron
- cantó de Ròcavaira